# Doug Harvey
Douglas „Doug“ Norman Harvey (* 19. Dezember 1924 in Montreal, Québec; † 26. Dezember 1989 ebenda) war ein kanadischer Eishockeyspieler, der von 1947 bis 1969 für die Canadiens de Montréal, New York Rangers, Detroit Red Wings und St. Louis Blues in der National Hockey League spielte.

## Karriere
Der in Montreal geborene Harvey spielte als Jugendlicher für die Royaux de Montréal. Als 23-Jähriger führte er sein Team zum Gewinn des Allan Cup 1947. Das kommende Jahr begann er in der American Hockey League bei den Buffalo Bisons, doch im Laufe der Saison 1948/49 holten die Canadiens de Montréal ihn in die NHL.
Nur Eddie Shore vor ihm und Bobby Orr nach ihm hatten eine derart herausragende Rolle als Verteidiger gespielt. 14 Spielzeiten verbrachte er in Montreal und war in dieser Zeit der beste Verteidiger der jemals im Trikot der Canadiens gespielt hat. In der Saison 1951/52 wurde er zum ersten Mal ins erste All-Star Team der NHL gewählt und neun weitere Nominierungen folgten. Nur in einem Jahr, 1959, reichte es „nur“ zum zweiten All-Star Team. Die Saison 1952/53 brachte ihm seinen ersten Stanley-Cup-Sieg. Wieder ein Jahr später 1954 führte die NHL die James Norris Memorial Trophy für den besten Verteidiger ein und Red Kelly wurde vor Harvey als erster Gewinner dieser Trophy gewählt. Doch schon im darauf folgenden Jahr führte kein Weg mehr an Harvey vorbei. Er holte die Trophäe vier Mal in Folge und nach einem Jahr Pause weitere drei Male. Nur Bobby Orr, der achtmal zum besten Verteidiger der Liga gewählt wurde, konnte ihn übertreffen. Ab der Saison 1955/56 waren die Canadiens das dominierende Team der Liga. Harvey, der unangefochtene Chef an der blauen Linie, tat seinen Teil dazu, dass man fünfmal in Folge den Stanley Cup nach Montreal holen konnte. Im Powerplay spielte er eine Art Quarterback und ermöglichte den Habs mit vier Angreifern die Überzahl auszunutzen. Nach dem Rücktritt von Maurice Richard 1960 wurde er zum Kapitän der Canadiens ernannt.
Seine Beteiligung an der Gründung der Spielergewerkschaft NHLPA schädigte jedoch sein Ansehen bei den Funktionären.
Zur Saison 1961/62 wechselte er zu den New York Rangers und war dort als Spielertrainer tätig. Er gewann dort seine siebte und letzte Norris Trophy und führte die Rangers nach vier Jahren zum ersten Mal wieder in die Playoffs. Die Doppelbelastung als Trainer und Spieler war ihm zu hoch und so konzentrierte er sich ab der Saison 1962/63 wieder alleine auf seine Rolle als Spieler. 1964 beendete er seine Karriere in der NHL.
Er spielte noch einige Zeit in der American Hockey League bei den Quebec Aces, den Baltimore Clippers und den Pittsburgh Hornets. In der Saison 1966/67 trat er dann noch für zwei Spiele im Trikot der Detroit Red Wings an. Die Erweiterung der NHL verfolgte er noch in der Central Hockey League bei den Kansas City Blues, spielte aber in den Playoffs für das neue Team der St. Louis Blues und führte diese in die Finals. Dort traf er auf sein altes Team, die Montréal Canadiens die den Blues keine Chance ließen. Noch eine Saison spielte er in St. Louis, doch 1969 war dann endgültig Schluss.
Mit den Laval Saints übernahm er als Trainer ein Juniorenteam in der QMJHL. 1973 war er Assistenztrainer der Houston Aeros in der World Hockey Association. Hier spielte er eine Schlüsselrolle bei der Verpflichtung von Gordie Howe.
Harvey liegt auf dem Friedhof Notre-Dame-des-Neiges in Montreal begraben. 1973 wurde er mit der Aufnahme in die Hockey Hall of Fame geehrt, es dauerte, wohl wegen der Verbindung zur NHLPA, jedoch bis 1985, dass man in Montreal seine Nummer sperrte.

## Sportliche Erfolge
- Allan Cup: 1947
- Calder Cup: 1967
- Stanley Cup: 1953, 1956, 1957, 1958, 1959 und 1960

### Persönliche Auszeichnungen
- NHL First All-Star Team: 1952, 1953, 1954, 1955, 1956, 1957, 1958, 1960, 1961 und 1962
- NHL Second All-Star Team: 1959
- James Norris Memorial Trophy: 1955, 1956, 1957, 1958, 1960, 1961 und 1962
- AHL Second All-Star Team: 1964